# Gimnazija Mostar
Gimnazija Mostar – gimnazjum w Mostarze w Bośni i Hercegowinie. Wcześniej nosiło nazwę Gimnazija "Aleksa Šantića" na cześć poety, obecnie nazywane jest Stara gimnazija.

## Historia
Pierwsze gimnazjum na terenie Austro-Węgierskiej Bośni i Hercegowiny powstało w 1879 roku w Sarajewie, które pełniło wówczas funkcję jej stolicy. Mostar, największe miasto regionu Hercegowiny na południu kondominium był wówczas ważnym ośrodkiem edukacyjnym, ustępującym tylko stolicy. Działała tu szkoła kupiecka, 18 szkół podstawowych (dwie świeckie, jedna prawosławna, jedna katolicka żeńska, 4 muzułmańskie męskie i 10 muzułmańskich dla dziewcząt), prywatna niemiecka szkoła i przedszkole. Żadna ze szkół nie przygotowywała jednak uczniów do studiów wyższych, zmuszając rodziców do wysyłania swoich nieletnich dzieci do Sarajewa.
W lutym 1893 roku przedstawiciele miejscowego serbskiego Kościoła prawosławnego zwrócili się do rządu Bośni i Hercegowiny z prośbą o zgodę na powstanie gimnazjum. Ten obawiając się, że będzie zbyt mało uczniów ponieważ muzułmanie (najliczniejsza grupa religijna w Mostarze) nie będą zainteresowani posyłaniem dzieci do tej szkoły wyraził zgodę na powstanie tylko niższego gimnazjum, ale Ministerstwo Finansów Austro-Węgier zgodziło się na utworzenie pełnego gimnazjum. Uroczyste otwarcie szkoły miało miejsce 26 października 1893 roku i pomimo obaw Rządu Narodowego wśród uczniów znaleźli się członkowie wszystkich grup wyznaniowych Bośni i Hercegowiny: prawosławni, katolicy, muzułmanie i Żydzi.  Do pierwszych nauczycieli w szkole należeli: filolog słoweński Martin Bedjanič, który uczył języków bośniackiego i łaciny oraz pełnił funkcję dyrektora szkoły i biolog Antun Pichler, który uczył języka niemieckiego, historii, matematyki, fizyki, geografii, historii naturalnej, kaligrafii i śpiewu. Do nich dołączyli katoliccy, ortodoksyjni i muzułmańscy nauczyciele, a na końcu żydowski nauczyciel religii. Zajęcia odbywały się w wydzierżawionym domu radnego Husagi Komadiny. Oprócz zajęć z islamu, serbskiego prawosławia, katolicyzmu lub judaizmu obowiązkowymi przedmiotami były bośniacki, niemiecki, łacina, greka (lub alternatywnie klasyczny arabski dla uczniów muzułmańskich), geografia i historia, matematyka, nauki przyrodnicze, rysunek, kaligrafia i gimnastyka. Przedmiotami fakultatywnym były: śpiew, francuski, włoski czy stenografia.
Do pierwszych absolwentów szkoły należeli: geograf Jevto Dedijer, poeta Osman Đikić oraz dziennikarz Risto Radulović. Pierwszymi dziewczętami, które zapisały się do szkoły w 1905 roku były siostry Marija i Berta Bergman pochodzenia żydowskiego, które później ukończyły również studia. Marija przez jakiś okres pracowała w gimnazjum jako nauczycielka języka niemieckiego.

## Budynek
Minister finansów Béni Kállay zaproponował budowę odpowiedniego budynku dla gimnazjum. Pierwszy projekt przygotował w 1897 roku czeski architekt Max David, ale Kállay odrzucił go i przyjął projekt innego czeskiego architekta Františka Blažka. Pierwsza połowa budynku gimnazjum została ukończona w 1898 roku, a druga w 1902 roku. Znalazły się w nim elementy andaluzyjskie i mameluckie będą cechami stylu mauretańskiego. Budynek powstał w wyniku austro-węgierskiego pragnienia promowania bośniackiej tożsamości narodowej, jednocześnie unikając jej powiązań z Imperium Osmańskim lub rosnącym ruchem pan-słowiańskim poprzez stworzenie europejskiej wersji architektury islamu. Budynek ma więc wartość historyczną i jest uważany za pomnik narodowy.

## Okres jugosłowiański
Szkoła należała do najbardziej renomowanych i prestiżowych pod względem akademickim instytucji edukacyjnych w Jugosławii  i była prawdopodobnie najbardziej renomowaną szkołą w Bośni i Hercegowinie. Uczyło się w niej 2000 uczniów, w tym Bośniacy, Chorwaci bośniacy i Serbowie.  Wśród absolwentów szkoły tego okresu znaleźli się: historyk Vladimir Ćorović, filozof i poeta Dimitrije Mitrinović i  pisarz Predrag Matvejević.
Gimnazjum zostało znacznie zniszczone podczas wojny w Bośni i Hercegowinie, szczególnie podczas wojny chorwacko-bośniackiej, gdy znajdowało się na linii frontu. Po wojnie wznowiono zajęcia dla chorwackich uczniów z Bośni na jednym piętrze zrujnowanego budynku. Uczniowie bośniaccy powrócili w 2004 roku. Remont budynku rozpoczął się w tym samym roku i został zakończony w 2009 roku. Do 1995 roku gimnazjum nosiło imię serbskiego poety Aleksy Šantića.

## Teraźniejszość
Obecnie Gimnazija Mostar działa w ramach dwóch odrębnych programów nauczania dla szkół średnich i dwóch całkowicie zrozumiałych dla siebie języków bośniackiego i chorwackiego, z połączonymi zajęciami sportowymi i kilkoma klasami. Chociaż pierwotnie myślano o pełnej integracji przedmiotów lub przynajmniej przedmiotów ścisłych takich jak: biologia, chemia, informatyka, matematyka i fizyka,  idei zjednoczenia zaciekle sprzeciwiali się lokalni politycy, zwłaszcza chorwaccy urzędnicy, którzy uważali, że ich narodowa tożsamość będzie zagrożona. Niemniej jednak, do pewnego stopnia integracja została osiągnięta w tak zwanym „rzadkim eksperymencie społecznym”. Sami uczniowie w większości z zadowoleniem przyjęli desegregację.
Położone w samym centrum miasta, obok dawnej linii frontu, która od czasów wojny dzieli miasto na dwie części, jest jedną z pierwszych szkół powojennej Bośni i Hercegowinie, w której wdrożono integrację uczniów z różnych grup etnicznych i jedyną taką szkołę w Mostarze. Szkoła ma wspólną administrację, radę szkoły, radę rodziców, radę uczniów i nauczycieli. Różne są tylko programy nauczania. Od 2013 roku w szkole uczyło się około 360 Bośniaków i około 290 Chorwatów.

### United World College
W 2006 roku królowa Noor z Jordanii, przewodnicząca United World Colleges otwarła w budynku gimnazjum United World College w Mostarze, który mieści się na trzecim piętrze gimnazjum.